# Астероїд типу J
Спектральний клас J — це клас астероїдів, що утворилися, ймовірно, з внутрішніх частин Вести. Їхні спектри близькі до спектрів астероїдів V класу, але їх відрізняють особливо сильні смуги поглинання на довжині хвилі 1 мкм.
До цього класу належать такі астероїди:
- (2442) Корбетт
- (3869) Нортон
- (4005) 1979 TC2
- (4215) 1987 VE1[2]